# Fosfoglicerat kinaza
Fosfoglicerat kinaza (EC 2.7.2.3) (PGK) je enzim koji katalizuje reverzibilni transfer fosfatne grupe sa ATP-a na 3-fosfoglicerat proizvodeći ADP i 1,3-bisfosfoglicerat. Popout svih kinaza PGK je transferaza. Glukoneogeneza i Kalvinov ciklus, koji su anabolički putevi, koriste ATP i vrše reakciju u suprotnom smeru. Glikoliza, katabolički put, koristi reverznu reakciju da proizvede ATP. Postoje varijante glikolize koje ne koriste PGK.

## Mehanizam i struktura
Fosfoglicerat kinaza je prisutna u svim živim organizmima i njena sekvenca je visoko konzervirana tokom evolucije. Ovaj enzim je monomer koji sadrži dva domena približno jednake veličine koji odgovaraju N- i C-kraju proteina. 3-fosfoglicerat (3-PG) se vezuje za N-terminal, dok se nukleotidni supstrati, MgATP ili MgADP, vezuju za C-terminalni domen enzima. U osnovi svakog domena je šestolančana paralelna beta ravan okružena alfa heliksima. Domeni imaju sposobnost nezavisnog savijanja.

## Ljudski izozimi
| Fosfoglocerat kinaza 1 | Fosfoglocerat kinaza 1 |
| Identifikatori         | Identifikatori         |
| ---------------------- | ---------------------- |
| Simbol                 | PGK1                   |
| Entrez                 | 5230                   |
| HUGO                   | 8896                   |
| OMIM                   | 311800                 |
| RefSeq                 | NM_000291              |
| UniProt                | P00558                 |
| Ostali podaci          |                        |
| EC broj                | 2.7.2.3                |
| Lokus                  | Hromozom X q13.3       |

| Fosfoglocerat kinaza 2 | Fosfoglocerat kinaza 2 |
| Identifikatori         | Identifikatori         |
| ---------------------- | ---------------------- |
| Simbol                 | PGK2                   |
| Entrez                 | 5232                   |
| HUGO                   | 8898                   |
| OMIM                   | 172270                 |
| RefSeq                 | NM_138733              |
| UniProt                | P07205                 |
| Ostali podaci          |                        |
| EC broj                | 2.7.2.3                |
| Lokus                  | Hromozom 6 p21-q12     |

Deficijencija fosfoglicerat kinaze (PGK) je vezana za hemolitičku anemiju i mentalne poremećaje kod ljudi.

## Literatura
- Nicholas C. Price; Lewis Stevens (1999). Fundamentals of Enzymology: The Cell and Molecular Biology of Catalytic Proteins (Third изд.). USA: Oxford University Press. ISBN 019850229X.
- Eric J. Toone (2006). Advances in Enzymology and Related Areas of Molecular Biology, Protein Evolution (Volume 75 изд.). Wiley-Interscience. ISBN 0471205036.
- Branden C; Tooze J. Introduction to Protein Structure. New York, NY: Garland Publishing. ISBN 0-8153-2305-0.
- Irwin H. Segel. Enzyme Kinetics: Behavior and Analysis of Rapid Equilibrium and Steady-State Enzyme Systems (Book 44 изд.). Wiley Classics Library. ISBN 0471303097.

## Spoljašnje veze
- Phosphoglycerate+kinase на 